# Фронтис
Фронтис (грч. Frontis) - Име неколико мушких и женских особа из грчких легенди и митова.

## Митологија
- Фронтис кормилар - Кормилар спартанског краља Менелаја, који је срећно преживео Тројански рат и на повратку кући, код рта Суниона погинуо од стреле бога Аполона.
- Фронтис Фриксов син - Фронтис је био син Фрикса и његове жене Халкиопе. околности су њега, као и његова три брата натерале да оде са Аргонаутима на Калхиду.
- Фронтис жена Пантоја - Фронтида или (грч. Frontis) је била прва жена Тројанца Пантоја. Имала је сина Еуфорба, који је смртно ранио Ахилејевог пријатеља Патокрла, и одмах био смртно погођен копљем спартанског краља Менелаја. Други Фронтидин син, Полидамант, био је један од најхрабријих субораца и један од најбољих саветника Хектора, врховног заповедника тројанске војске.